# 346 Hermentarija
346 Hermentarija (mednarodno ime je 346 Hermentaria) je asteroid tipa S (po Tholenu in SMASS) v glavnem asteroidnem pasu. 

## Odkritje
Asteroid je odkril francoski astronom Auguste Charlois ( 1864 – 1910) 25. novembra 1892 v Nici.. 
Poimenovan je po vasi Herment v departmaju Puy-de-Dôme v Franciji.

## Lastnosti
Asteroid Hermentarija obkroži Sonce v 4,67 letih. Njegova tirnica ima izsrednost 0,103, nagnjena pa je za 8,76° proti ekliptiki. Njegov premer je  106,52 km, okoli svoje osi se zavrti v 28,43 h .